# برزیل در المپیک تابستانی ۱۹۶۸
برزیل در بازی‌های المپیک تابستانی ۱۹۶۸ که در شهر مکزیکو سیتی مکزیک برگزار شد، کاروان برزیل با ۷۶ ورزشکار در این رقابت‌ها شرکت کرد و موفق به کسب ۳ مدال (۰ طلا، ۱ نقره، ۲ برنز) شد. در جدول رتبه‌بندی توزیع مدال‌ها، برزیل در ردهٔ ۳۵ مسابقات قرار گرفت.